# 欧日地区杜维尔
欧日地区杜维尔（法語：Douville-en-Auge，法語發音：[duvil ɑ̃.n‿oʒ] ⓘ）是法国卡尔瓦多斯省的一个市镇，属于利雪区。

## 地理
欧日地区杜维尔（49°15'41"N, 0°1'24"W）面积6.17 平方千米，位于法国诺曼底大区卡爾瓦多斯省，该省份为法国西北部沿海省份，北濒大西洋英吉利海峡，东北与滨海塞纳省以海上边界相接，东临厄尔省，南至奧恩省，西与芒什省接壤。
与欧日地区杜维尔接壤的市镇（或旧市镇、城区）包括：昂热维尔、滨海戈讷维尔、格朗格、厄朗、欧日地区圣瓦斯特。

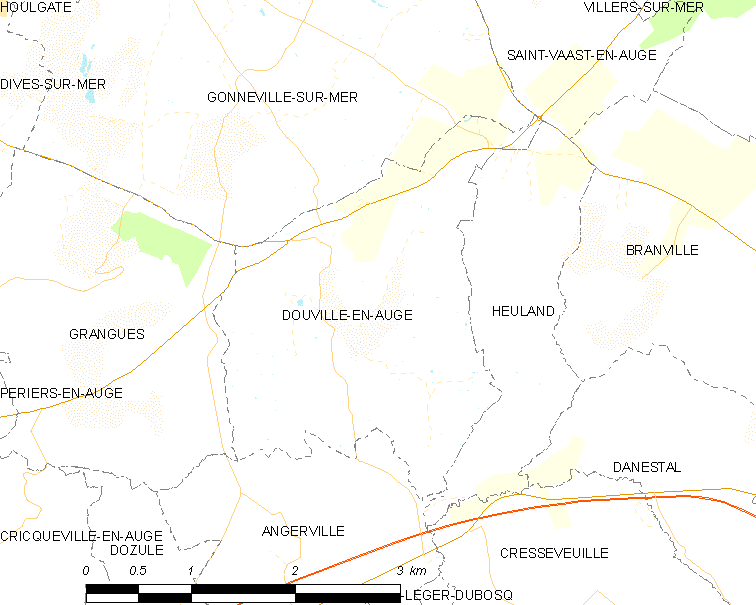
欧日地区杜维尔的OSM定位图

欧日地区杜维尔的时区为UTC+01:00、UTC+02:00（夏令时）。

## 行政
欧日地区杜维尔的邮政编码为14430，INSEE市镇编码为14227。

## 政治
欧日地区杜维尔所属的省级选区为卡堡县。

## 人口

1962-2008年间欧日地区杜维尔人口变化图示

欧日地区杜维尔于2022年1月1日时的人口数量为221人。